# Lips
Lips (gr. Λίψ Líps ‘nadchodzący z Libii’, łac. Africus) – w mitologii greckiej bóg i uosobienie wiatru południowo-zachodniego.
Uosabiał ciepły, suchy wiatr, pokrywający niebo lekkimi chmurami, wiejący z południowego zachodu. Przypuszczalnie uchodził za syna tytana Astrajosa i tytanidy Eos oraz za brata Boreasza, Eurosa, Notosa, Zefira, Apeliotesa, Kajkiasa, Skirona (personifikacji wiatrów), Fosforosa (Hesperosa; personifikacji planety Wenus), niektórych gwiazd (personifikacji gwiazd).
W sztuce przedstawiany jest jako młody mężczyzna z wielkimi skrzydłami u ramion, z rufą.
Wyobrażenie o bogu przejawia się w rzeźbie (fryz z I wieku p.n.e. z wizerunkami ośmiu skrzydlatych bogów wiatrów zdobiący Wieżę Wiatrów w Atenach).